# L'Instituteur
L'Instituteur est une nouvelle d’Anton Tchekhov, parue 1886.

## Historique
L'Instituteur  est initialement publiée dans la revue russe Temps nouveaux, numéro 3723, du 12 juin 1886, signée An.Tchekhov. Aussi traduit en français sous le titre Le Maître d'école.

## Résumé
L’instituteur Fiodor Syssoïev se prépare pour le banquet annuel donné par son employeur, la manufacture Koulikine. Il enfile sa nouvelle chemise, son complet neuf, les bottines cirées ; il est épuisé. Sa femme lui conseille de ne pas y aller, mais il ne louperait pour rien au monde ce banquet qui est la consécration d’une année de travail avec en prime la présence de l’inspecteur d’académie.
Sur le chemin de l’usine, Syssoïev a une quinte de toux qui l’épuise et, quand il arrive chez le directeur de l’usine, tous les convives ont commencé sans lui.
Au moment des toasts, Syssoïev ne peut pas s’empêcher de dénoncer les intrigues de ses ennemis ; il détaille son salaire et ses avantages. Seul Adolf Bruni, le directeur allemand de l’usine, trouve grâce à ses yeux.
Justement, Bruni annonce à tous que l’usine a mis un capital à la banque au nom de la famille de Syssoïev. Cela le surprend et le glace, comme s’il comprenait que sa mort était pour bientôt. Effectivement, à son retour, le docteur appelé en consultation confirme à sa femme qu’il n’a tout au plus qu'une semaine à vivre.

## Édition française
- L'Instituteur, traduit par Madeleine Durand et Édouard Parayre, révision de Lily Dennis, éditions Gallimard, Bibliothèque de la Pléiade, 1967  (ISBN 978 2 07 0105 49 6).